# 카우치 인 뉴욕
《카우치 인 뉴욕》(Un Divan A New York, A Couch In New York)은 독일에서 제작된 샹탈 아케르만 감독의 1996년 멜로/로맨스, 코미디 영화이다. 줄리엣 비노쉬 등이 주연으로 출연하였고 다이아나 엘바움 등이 제작에 참여하였다.

## 출연

### 주연
- 줄리엣 비노쉬
- 윌리엄 허트

### 조연
- 스테파니 버틀
- 바바라 가릭
- 폴 가일포일
- 리차드 젠킨스
- 켄트 브로드허스트

## 기타
- 미술: 크리스티앙 마르티
- 의상: 스테파느 롤롯